# Мате Вацадзе
Мате Вацадзе (груз. მათე ვაწაძე, нар. 17 грудня 1988, Тбілісі) — грузинський футболіст, нападник клубу «Динамо» (Тбілісі) та національної збірної Грузії.
Виступав також за клуб «Орхус».
Дворазовий чемпіон Грузії. Володар Кубка Грузії.

## Клубна кар'єра
У дорослому футболі дебютував 2007 року виступами за команду «Динамо» (Тбілісі), в якій провів три сезони, взявши участь у 96 матчах чемпіонату. За цей час виборов титул чемпіона Грузії.
Згодом з 2011 по 2012 рік грав у складі команд «Волга» (Нижній Новгород) та «Діла».
Своєю грою за останню команду привернув увагу представників тренерського штабу клубу «Орхус», до складу якого приєднався 2012 року. Відіграв за команду з Орхуса наступні чотири сезони своєї ігрової кар'єри. У складі «Орхуса» був одним з головних бомбардирів команди, маючи середню результативність на рівні 0,4 гола за гру першості.
Протягом 2016—2024 років захищав кольори клубів «Локомотив» (Тбілісі), «Віборг», «Сількеборг», «Динамо» (Тбілісі), «Лієпая», «Кизилкум», «Алмалик», «Кизилкум», «Гагра», «Динамо» (Батумі) та «Гагра».
До складу клубу «Динамо» (Тбілісі) приєднався 2024 року. Станом на 14 травня 2025 року відіграв за тбіліських динамівців 20 матчів в національному чемпіонаті.

## Виступи за збірні
Протягом 2008–2010 років залучався до складу молодіжної збірної Грузії. На молодіжному рівні зіграв у 7 офіційних матчах, забив 3 голи.
У 2009 році дебютував в офіційних матчах у складі національної збірної Грузії.

## Титули і досягнення
- Чемпіон Грузії (2):

«Динамо» (Тбілісі): 2007-2008
«Динамо» (Батумі): 2023
- Володар Кубка Грузії (2):

«Динамо» (Тбілісі): 2008-2009
«Діла»: 2011-2012
- Володар Суперкубка Грузії (2):

«Динамо» (Тбілісі): 2008
«Динамо» (Батумі): 2022